# Plattenwald (Bad Friedrichshall)

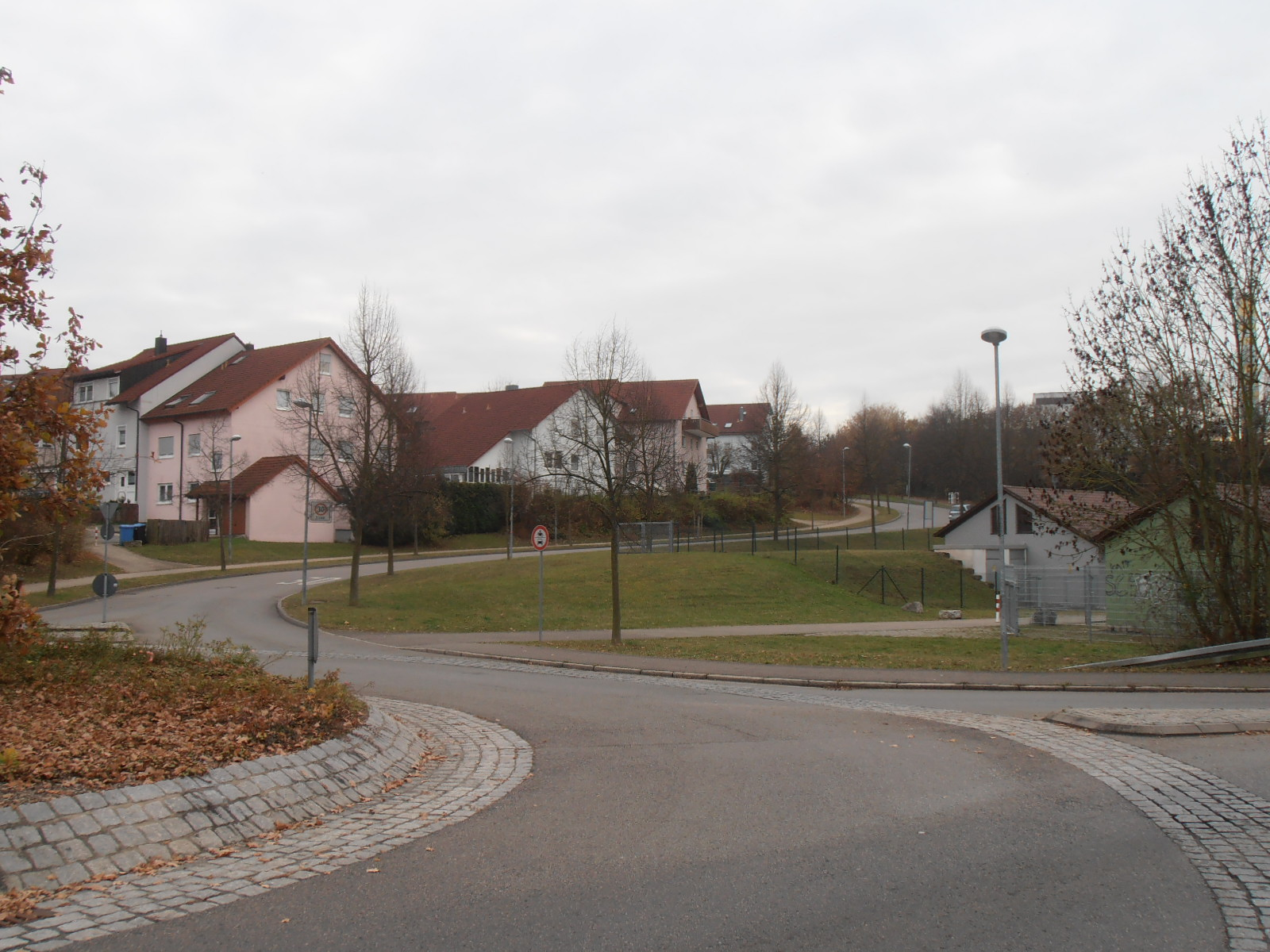
Bad Friedrichshall-Plattenwald

Plattenwald ist der jüngste Stadtteil von Bad Friedrichshall im Landkreis Heilbronn im nördlichen Baden-Württemberg. Die Erschließung des Stadtteils wurde 1989 beschlossen. Im Jahr 2020 lebten dort rund 3.000 Einwohner. Neben einem überwiegend von Ausländern und Aussiedlern bewohnten Wohngebiet befindet sich dort auch das Klinikum am Plattenwald der SLK-Kliniken Heilbronn.

## Lage
Plattenwald liegt im äußersten Süden der Gemarkung von Bad Friedrichshall unmittelbar an der Gemarkungsgrenze zu Neckarsulm, wo es mit dem ebenfalls auch erst nach dem Zweiten Weltkrieg entstandenen Neckarsulmer Stadtteil Amorbach verwachsen ist.

## Geschichte

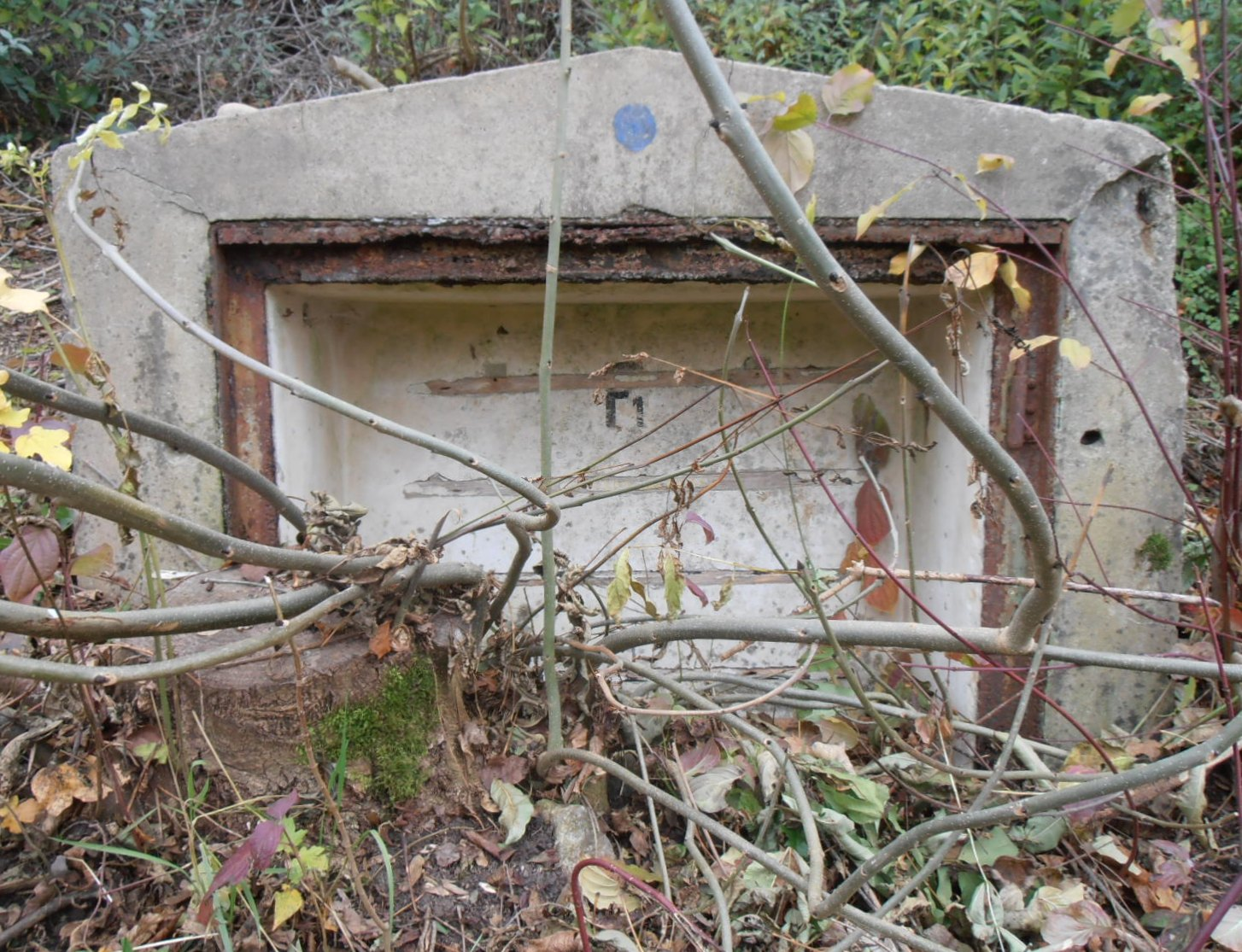
Kabelsäule „F1“ der Neckar-Enz-Stellung

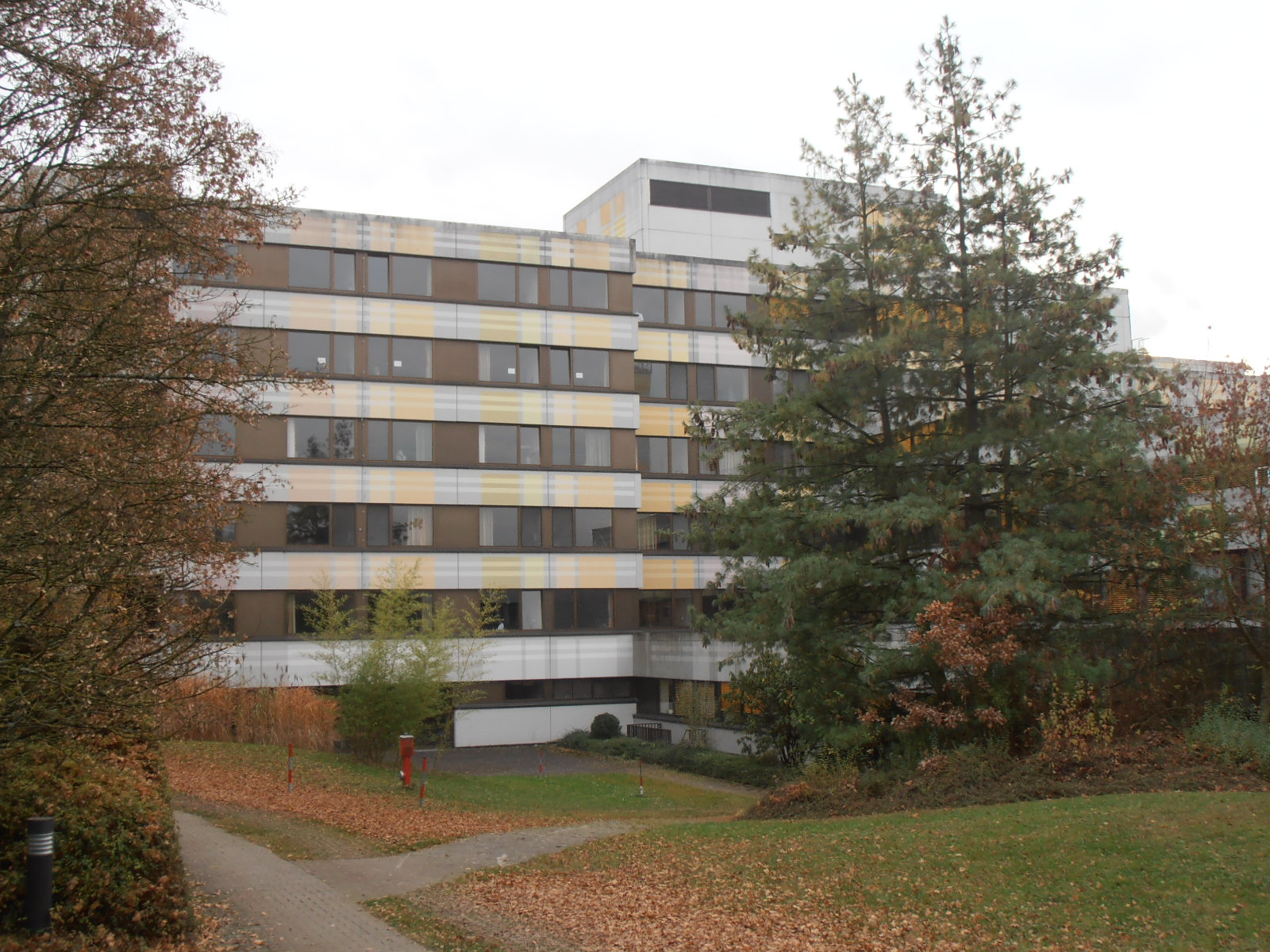
Altbau des Klinikums am Plattenwald

Nachdem der Ministerrat des Landes Baden-Württemberg am 18. Dezember 1989 das Sonderprogramm „Wohnungsbauschwerpunkte“ mit Fördermitteln für Wohnungen von Aus- und Übersiedlern beschlossen hatte, meldete die Stadt Bad Friedrichshall bereits am 20. Dezember ein zunächst noch Plattenäcker genanntes Siedlungsbauprojekt zur Aufnahme in das Sonderprogramm an. Als Standort für die Siedlung wurde der Bereich zwischen dem 1977 eröffneten Klinikum am Plattenwald und dem nach dem Zweiten Weltkrieg neu geschaffenen Neckarsulmer Stadtteil Amorbach ausgewählt.
Zwar sprang bald der ursprüngliche Hauptinvestor ab, aber der Stadt Bad Friedrichshall gelang es dennoch, rasch Wohnbebauung am Plattenwald zu errichten. Im März 1993 konnten die ersten Bewohner ihre Wohnungen dort beziehen. Bis zum 30. Juni 2000 hatte Plattenwald bereits 3.271 Einwohner. Diese setzten sich zu 30 % aus Ausländern, zu 40 % aus Aussiedlern und zu 30 % aus bundesdeutschen Zuzüglern zusammen. Unter den Ausländern nahmen Türken den ersten Platz ein, gefolgt von Kosovo-Albanern. Die Mehrzahl der Aussiedler stammt aus den GUS-Staaten.
Die Infrastruktur des Stadtteils umfasste im Jahr 2000 einen Kindergarten, eine Grundschule, eine Sport- und Versammlungshalle, ein Gemeindezentrum mit Verwaltungsstelle sowie einen Einkaufsmarkt. 
Um der im Zusammenhang mit dem Schwerpunktprogramm der Landesregierung häufig kritisierten Umstand der Zusammenfassung von Aussiedlern in geschlossenen Wohngebieten entgegenzuwirken, hat die Stadt verschiedene sozialintegrative Maßnahmen ergriffen, darunter die Einrichtung einer Jugendhilfe-Stelle, die Beschäftigung einer Sozialarbeiterin an der Grundschule und die Einrichtung eines Jugendhauses mit vollzeitlicher Fachbetreuung. Der Verein Plattenwald aktiv bietet integrative Angebote für Senioren. 
Mit zu den Integrationsmaßnahmen zählt auch, dass man Plattenwald zum eigenen Stadtteil erhoben hat, der von 12 Ortschaftsräten und einem hauptamtlichen Ortsvorsteher vertreten wird und der in unechter Teilortswahl vier Räte in den Gemeinderat von Bad Friedrichshall entsendet.
Trotz aller Integrationsmaßnahmen sind Plattenwald und das direkt angrenzende Amorbach dennoch Trabantensiedlungen von Bad Friedrichshall und Neckarsulm, die nicht direkt baulich mit den Innenstädten ihrer Hauptorte verbunden sind und in denen es als fast reine Wohnorte nur wenig Arbeitsplätze und Freizeitmöglichkeiten gibt. Die Siedlungen gelten als soziale Brennpunkte mit „Ghetto-Image“. Die Presse berichtet regelmäßig über Kriminalität im Plattenwald und in Amorbach. Im Frühjahr 2011 kam es dort gleich zu einer Serie von Gewaltverbrechen. Die Heilbronner Stimme schrieb am 22. Juni 2013: „Amorbach und Plattenwald stehen für Gewalt, Alkohol und Kriminalität.“

## Politik
Plattenwald ist über das Verfahren der unechten Teilortswahl mit vier Mitgliedern im Gemeinderat der Stadt Bad Friedrichshall vertreten. Darüber hinaus besteht für eigene Angelegenheiten ein Ortschaftsrat mit derzeit elf Mitgliedern, die für eine Amtszeit von fünf Jahren gewählt werden. Die letzte Wahl fand im Rahmen der Kommunalwahlen am 9. Juni 2024 statt und brachte folgendes Ergebnis:
| Partei / Liste  | Stimmenanteil | Sitze  |
| --------------- | ------------- | ------ |
| Freie Wähler    | 55,8 %        | 6      |
| CDU             | 31,3 %        | 4      |
| SPD             | 10,0 %        | 1      |
| Grüne           | 3,0 %         | 0      |
| Gesamt          | 100 %         | 11     |
| Wahlbeteiligung | 27,0 %        | 27,0 % |

Als einziger Stadtteil Bad Friedrichshalls hat Plattenwald seit 1999 einen hauptamtlichen Ortsvorsteher. Seit der letzten Ortschaftsratswahl 2024 ist das Amt derzeit unbesetzt, nachdem der bisherige Amtsinhaber Mykola Heinrich nicht die für eine Wiederwahl erforderliche Mehrheit der Stimmen auf sich vereinen konnte.
[veraltet]